# Hurbanovský typ

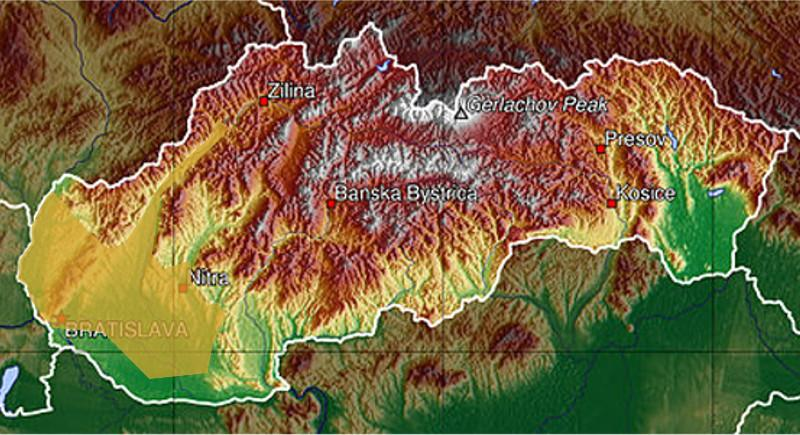
Rozšíření únětické kultury na Slovensku

Hurbanovský typ je označení pro malou kulturně smíšenou podskupinu archeologické únětické kultury starší doby bronzové na jihozápadním Slovensku mezi toky Nitry a Žitavy. Pojmenovaná je podle pohřebiště u města Hurbanovo, které bylo prozkoumáno slovenskými archeology Antonem Točíkem a P. Čaplovičem.
Vznik skupiny souvisí se stykem místní skupiny únětické kultury, s kulturami z jihovýchodu. Základem pro vývoj ale byla místní nitranská kultura, která předcházela únětickou, a předpokládá se plynulý vývoj od proniknutí únětické kultury v pozdějším období stupně B A1 podle Reineckeho (2000-1800 př. n. l.), až do zániku, který je současný se zánikem únětické kultury na Slovensku, ve stupni B A2 (1800-1700 př. n. l.).
Prozkoumanými lokalitami této skupiny jsou s výjimkou opevněné osady u Vráble, kde byla zaznamenána hatvansko-únětická fáze, pouze pohřebiště (Hurbanovo, Bajča, Nesvady, Nové Zámky, Dvory nad Žitavou). Hmotná náplň je z největší části tvořena artefakty únětického původu s vlivy širšího okruhu kultur, jmenovitě kultury kisapostácké a hatvanské. Z pohřebišť jsou známé pouze kostrové pohřby ve skrčené poloze, jejichž orientace není jednotná. Společným znakem s únětickými pohřebištěmi je velká míra hrobů narušených vykradači. U některých hrobů zůstal bohatý inventář, který se skládá zejména z bronzových šperků, ale jsou zde i zbraně - dýky. Objevují se i zlaté šperky (prsteny se zpětnou smyčkou, sibinské náušnice), které spolu s brýlovitými závěsky z bronzu a doprovodnou keramikou zdobenou inkrustací, odkazují na jihovýchodní kultury s inkrustovanou keramikou.